# GNU Make
GNU Make (zkratka gmake) je reimplementace programu make, který je tradičně používán v un*xových systémech pro automatizaci překladu, v rámci projektu GNU. S původním programem make a jeho specifikací v normě POSIX je jen omezeně kompatibilní, neboť nabízí řadu rozšiřujících funkcí. Například od verze 4.0 je v něm volitelně zahrnuta podpora pro vyhodnocování funkcí v GNU Guile.
Jedná se o svobodný software naprogramovaný v jazyce C a uvolněný pod licencí GNU GPL. Původně jej napsali Richard Stallman a Roland McGrath, ale od verze 3.76 má jeho vývoj ve správě Paul D. Smith. 